# La Filipina
La Filipina es un barrio perteneciente a la provincia de San Pedro de Macorís en la República Dominicana.

## Origen
La señora Altagracia Romero (Tatica) quien tiene aproximadamente cincuenta años viviendo en este barrio, cuenta que en el año 1961 el presidente Juan Bosch fue quien donó estas tierras para este nuevo barrio, en el año 1963 fue que se inauguró el barrio La Filipina, la señora cuenta que cuando se mudó a este nuevo sector solo vivían tres personas; es decir ella fue la cuarta persona en mudarse a este lugar.

## Población
La Población total entre Mujeres y Hombres es de 11,592 
- Hembras 6,342
- Varones 5,250

## Economía
La principal fuente de trabajo para los pobladores de este barrio es la Zona Franca, las microempresas (colmados) y el comercio informal tales como: talleres, mototaxi, bancas de loterías, etc.

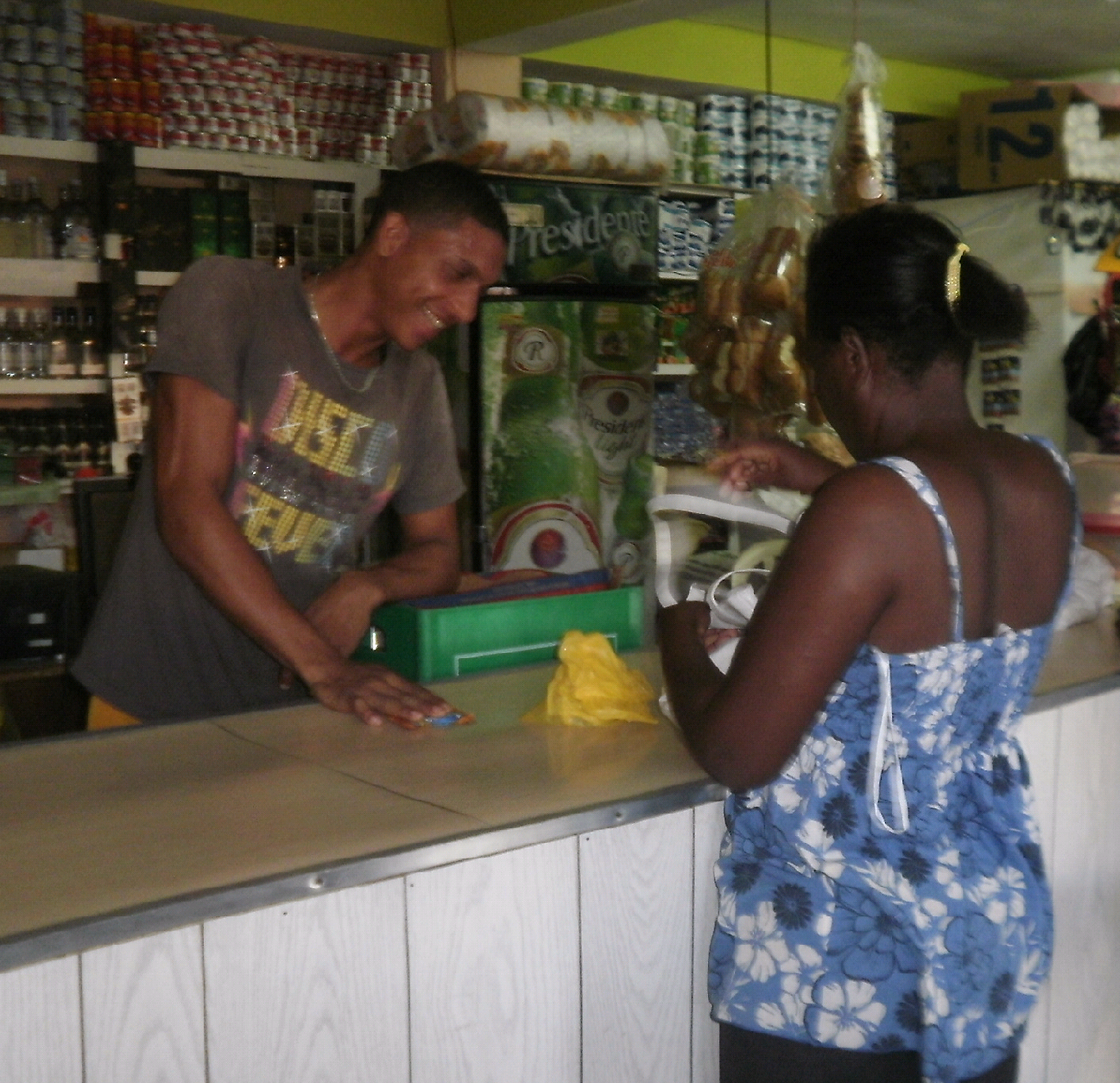
Colmado

## Sistema educativo
Esta comunidad cuenta con varios colegios privados de nivel inicial. Los niños que están en la primaria y secundaria se trasladan a las escuelas y liceos más cercanos.

## Sistema de salud
Los moradores de este barrio para recibir atención médica se trasladan a sectores aledaños, puesto que está en proceso de términos el centro de salud pública de este barrio.

## Deporte
En este sector practican el  béisbol y el baloncesto, ya que cuentan con una cancha para el baloncesto, pero para practicar béisbol se trasladan a los play más cercanos.

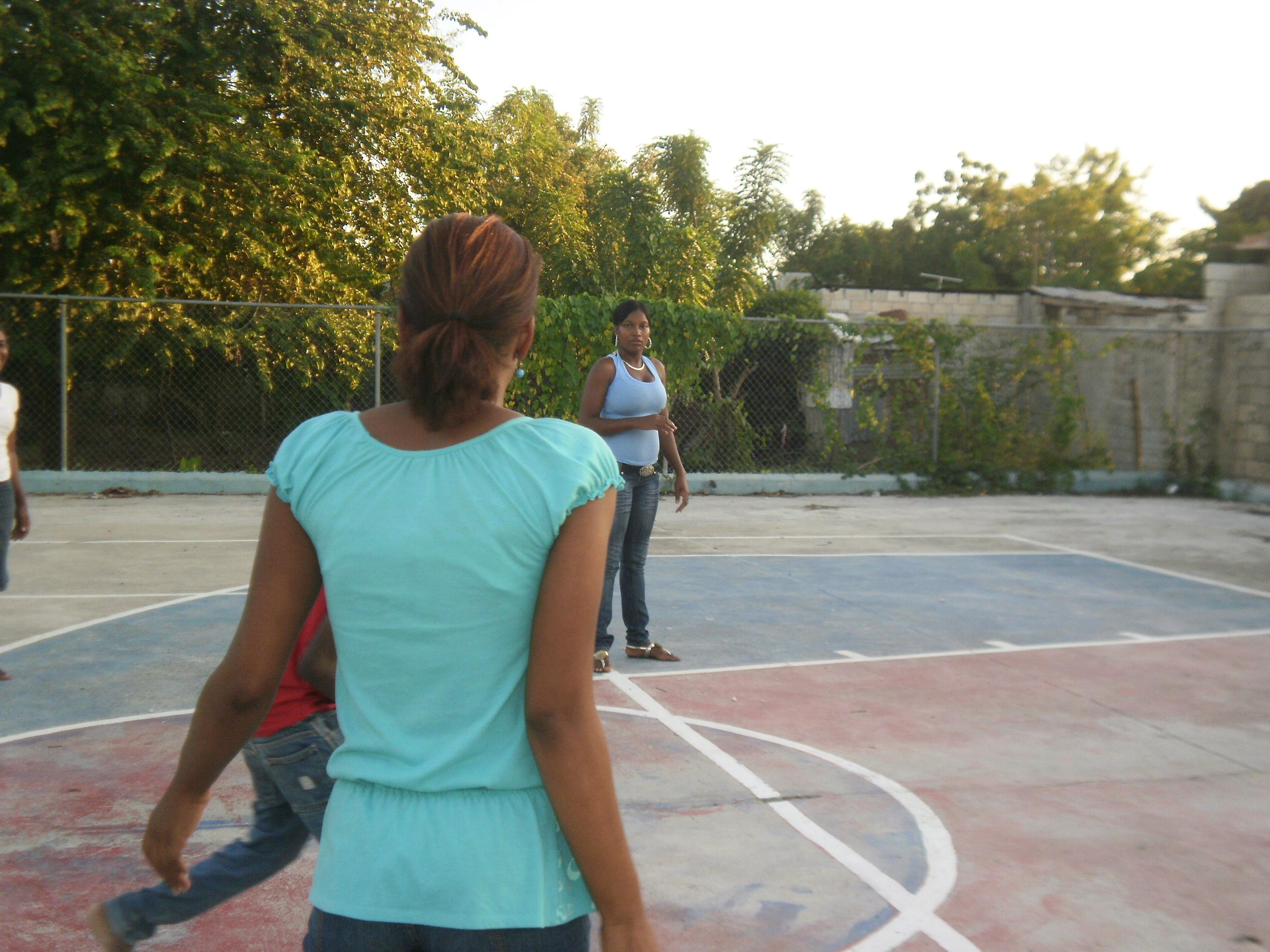
cancha de baloncesto

## Su música popular
Entre la música popular de la Filipina se encuentra los géneros reguetón y bachata, pues son las más sonadas en los hogares del sector.

## Fauna y flora
- Entre los animales que más abundan en este barrio están: perro, gato,  lagarto, sapo, mariposa, cigua palmera, gallinas, gallos y garzas.

- La flora es muy diversa, ya que tiene diferentes tipos de árboles y vegetación, entre los árboles que podemos encontrar están: almendra, cereza, palma, coco, higüero, guayaba, mango, naranjas, sábila, guanábana, jobo, moriviví, framboyán,  enredadera y la  flor cayena

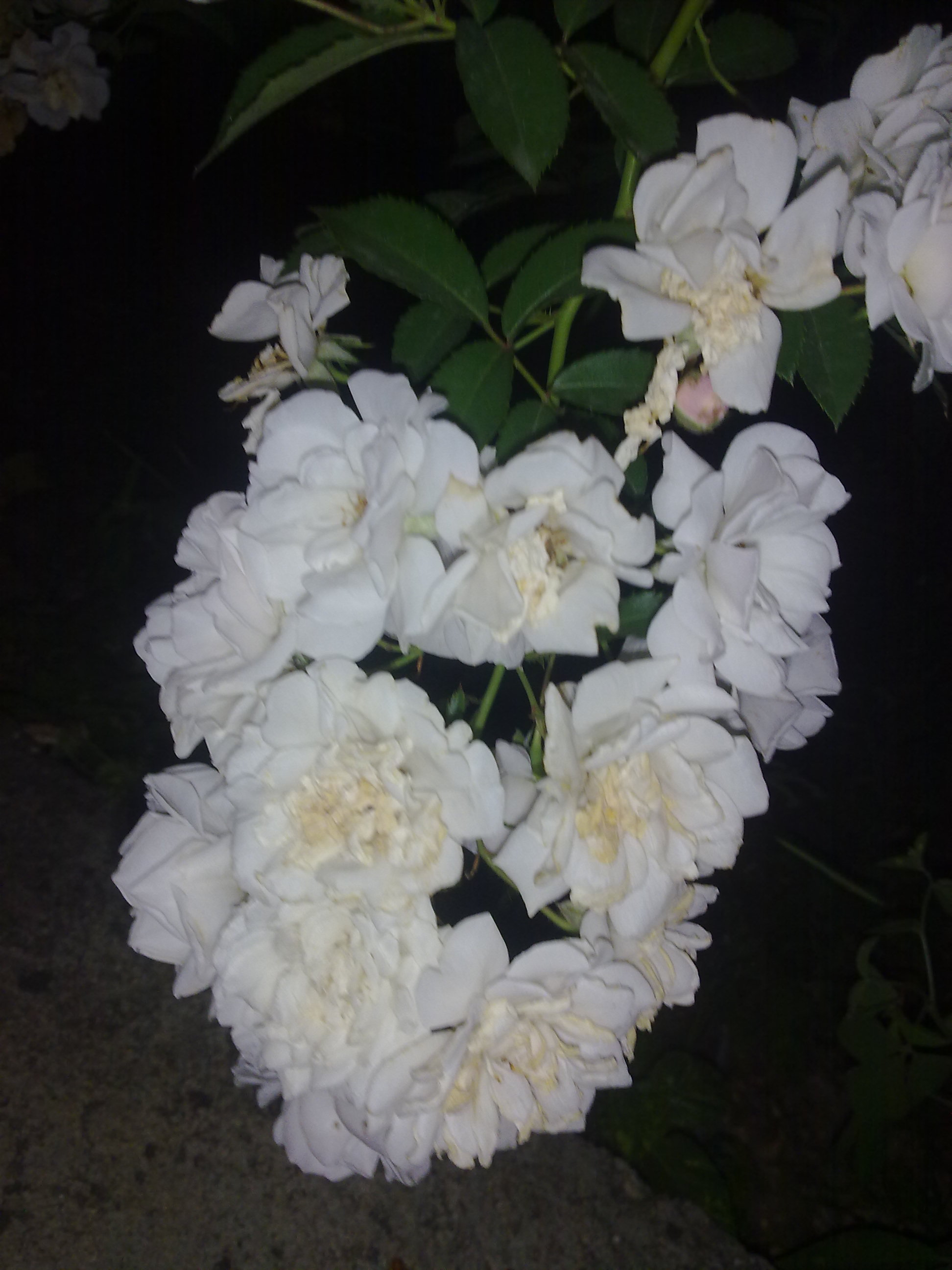
Rosa blanca